# Любош, Александр Семёнович
Александр Семёнович Любош (упоминается также как Любошиц), род. 11 (23) апреля 1880; Одесса, Российская империя — 21 декабря 1954; Ленинград, РСФСР, СССР) — советский актёр театра и кино, режиссёр. Заслуженный артист Грузинской ССР (1933).

## Биография
Родился 11 (23) апреля 1880 года в Одессе, по данным IMDb в Санкт-Петербурге Российской империи.
С детства рос в театральной среде и привык к ней, так как его отец Семён Борисович Любош являлся журналистом и театральным критиком, который был близко знаком с К. С. Станиславским и В. И. Немировичем-Данченко.
Специального театрального образования не было. Первые выступления были в любительских коллективах в свои юношеские годы. Выступил на сцене петербургской Александринки, где сыграл множество ролей, в том числе и во времена окончания революции. Входил в комиссию по созданию Музея петроградских театров, выступал с инициативой открытия камерного театра-клуба при бывшем Александринском театре. Дебют на сцене филармонии произошёл в эпоху НЭПа. С 1903 года был артистом Театра Корша. С 1905 года по 1907 год работал в театре В. Ф. Комиссаржевской, был её партнёром по некоторым ролям. С 1915 года являлся актёром Воронежской труппы антрепренера В. И. Никулина и председателем воронежского отделения императорского Русского театрального общества. К концу 1920-х годов переехал в Грузию, где стал артистом Тбилисского Дома Красной армии. После, становился одним из первых актёров и режиссёров Тбилисского русского драматического театра имени А. С. Грибоедова. В 1933 году Любош вернулся в Ленинград. Много выступал на различных концертных площадках.
Играл в кино. В 1923 году сыграл роль графа Игнатьева в фильме «Дворец и крепость», в этом же 1923 году сыграл роль помещика в фильме «За власть Советов!» и сыграл роль в фильме «Комедиантка». В 1926 году сыграл роль Симакова в фильме «Декабристы», а следующая работа появилась в 1928 году, где Любош принял участие в фильме «Замаллу» (роль неизвестна).
Ушёл из жизни 21 декабря 1954 года в возрасте 74-х лет в Ленинграде. По данным IMDb — в Москве Советского Союза. А. С. Любош похоронен на Литераторских мостках Волковского кладбища, рядом с могилой А. А. Блока.

## Творчество

### Фильмография[4]
- 1923 — Дворец и крепость — граф Игнатьев
- 1923 — За власть Советов! — помещик
- 1923 — Комедиантка — участие
- 1926 — Декабристы — Симаков
- 1928 — Замаллу — участие

### Театральные работы[4]
Александринский театр:
- «Сёстры Кедровы», 1914 (Богомолов, молодой купец (1918))
- «Бесприданница», 1915 (Сергей Сергеевич Паратов (1918))
- «Мещане», 1917 (Нил, воспитанник Бессеменова, машинист)
- «Дочь моря», 1917 (Неизвестный (1918))
- «Веселые Расплюевские дни» («Смерть Тарелкина»), 1917 (Антиох Елпидифорович Ох, частный пристав)
- «Гроза», 1918 (Борис Григорьевич, племянник Дикого)
- «Петр Хлебник», 1918 (Врач)
- «Над землёй», 1918 (Тигран Абгарович Азбеков, художник)
- «Завтрак у предводителя» («Тургеневский спектакль» к 100-летию со дня рождения И. С. Тургенева), 1918 (Николай Иванович Балагалаев, предводитель)
- «Рыцарь Ланваль», 1918 (Агравен, Твёрдая рука)
- «Вечерняя зоря», 1918 (Хельбик)
- «Декабрист», 1918 (Сумаков, офицер русской гвардии)
- «Соломенная шляпка», 1919 (Эмиль Таверне, поручик)
- «На дне», 1919 (Актёр)
- «Маскарад», 1919 (Арбенин (1920 г.))
- «Воспитатель Флаксман» («В борьбе с рутиной»), 1919 (Диркс, учитель)
- «Плоды просвещения», 1919 (Григорий, лакей)
- «Шут Тантрис», 1920 (Герцог Деновалин)
- «Заговор Фиеско», 1920 (Центурионе)
- «Ревизор», 1920 (Иван Кузьмич Шпекин, почтмейстер)
- «Фауст и город», 1920 (Вильям Скотт)
- «Идиот», 1920 (Парфён Рогожин)
- «Роман», 1920 (Армстронг)
- «Царь Фёдор Иоаннович», 1921 (Борис Фёдорович Годунов, правитель царства)
- «Царь Фёдор Иоаннович», 1921 (Князь Мстиславский, ближний воевода, сторонник Шуйского)
- «Всех скорбящих», 1921 (Патер Бронк)
- «Каширская старина», 1921 (Василий, сын Коркина, молодой царский сокольник)
- «Горе от ума», 1921 (Платон Михайлович Горич)
- «Живой труп», 1921 (Афремов)
- «Трактирщица», 1921 (Фабрицио)
- «Звезда», 1921 (Граф Густав Бловиц)
- «Старый Гейдельберг», 1922 (Граф фон-Астерберг, студент корпорации «Саксония»)
- «Бедный Йорик», 1922 (Вальтон)
- «Ночь», 1922 (Фавроль)
- «Адриенна Лекуврер», 1922 (Аббат де Шоазель)
- «Потонувший колокол», 1922 (Генрих, литейщик)
- «Выгодное предприятие», 1922 (Скворцов)
- «Заговор Фиеско», 1922 (Центурионе)
- «Гражданская смерть, или Семья преступника», 1922 (Арриго Пальмиери)
- «Старый закал», 1922 (Эспер Андреевич Корнев, поручик, офицер, ротный командир)
- «Вечерняя зоря», 1922 (Хельбих)
- «Сёстры Кедровы», 1922 (Богомолов, молодой купец)
- «Тартюф», 1922 (Полицейский)
- «Шут Тантрис», 1922 (Герцог Деновалин)
- «Смерть Тарелкина» («Веселые Раслюевские дни»), 1922 (Антиох Елпидифорович Ох, частный пристав)
- «Антоний и Клеопатра», 1923 (Домиций Энобарб)
- «Леди Фредерик», 1923 (Полковник Монтгомери)
- «Мещанин во дворянстве», 1923 (Учитель фехтования)
- «Эуген Несчастный», 1923 (Макс Кнач)
- «Цезарь и Клеопатра», 1923 (Люций Септимий)
- «Канцлер и слесарь», 1923 (Граф Курт Гаммер, коммерции советник)
- «Сарданапал», 1924 (Белезис)
- «Живой труп», 1925 (Афремов)
- «Идиот», 1927 (Рогожин)
- «Борис Годунов», 1934 (Шуйский)
- «Бойцы», 1934 (Гулин)
- «Платон Кречет», 1935 (Бублик)
- «Ваграмова ночь», 1935 (Ваграм)
- «Ревизор», 1936 (Артемий Филиппович Земляника, попечитель богоугодных заведений)
- «Ревизор», 1936 (Осип, слуга Хлестакова)
- «Фландрия» («Граф де Ризоор»), 1937 (Варгас, секретарь трибунала)
- «На берегу Невы», 1937 (Растегин, владелец завода)
- «На берегу Невы», 1937 (Тихий)
- «Талант» (неосуществленная постановка), 1937 (Орловский (неосуществленная постановка))
- «Петр Первый», 1938 (Буйносов)
- «Родной дом», 1938 (Фуркасов)
- «Доходное место», 1938 (Аристарх Владимирович Вышневский, одряхлевший старик с признаками подагры)
- «Суворов», 1939 (Тотлебен, генерал)
- «Макбет», 1940 (Банко)
- «Фландрия» (Отечество), 1940 (Варгас, секретарь трибунала)
- «Ночь в Толедо», 1941 (Капитан Асебедо)
- «Мой сын», 1941 (Бобори)
- «Русские люди», 1942 (Харитонов, врач)
- «Князь Мстислав Удалой», 1942 (Мамонтов)
- «Накануне», 1942 (Мамонтов)
- «Фронт», 1942 (Хрипун, начальник связи фронта)
- «Концерт памяти Александра Сергеевича Пушкина», 1942 (Князь Шуйский (сцена «Царские палаты» из трагедии «Борис Годунов»))
- «Нашествие», 1943 (Шнурре, дракон из гестапо)
- «Отелло», 1944 (Брабанцио, сенатор)
- «Великий государь», 1945 (Посол Батория)
- «Памятные встречи», 1945 (Третьяков)
- «Дядя Ваня», 1946 (Серебряков, Александр Владимирович, отставной профессор)
- «Как закалялась сталь», 1947 (Профессор)
- «Жизнь в цвету», 1947 (Уоллес Берд)
- «Полководец Суворов», 1948 (Шлаукопф)
- «Фландрия» («Граф де Ризоор»), 1948 (Варгас, секретарь трибунала)
- «Незабываемый 1919», 1949 (Буткевич)
- «Борис Годунов», 1949 (Князь Василий Шуйский)
- «Жизнь в цвету» (2-я редакция), 1949 (Уоллес Берд)
- «Голос Америки», 1950 (Полковник Хаустон, командир полка)
- «Дети» (Вечер одноактных пьес), 1951 (Иван Кичкин)
- «Завтрак у предводителя» (Вечер одноактных пьес), 1951 (Евгений Тихонович Суслов, судья)
- «В середине века», 1951 (Председатель «Тайной Империи»)
- «Доброе имя», 1953 (Пожилой человек)
- «Измена нации» («Золотая чума»), 1953 (Жеккер)
- «Лермонтов», 1953 (Жуковский Василий Андреевич, литератор)

## Звания и награды
- Заслуженный артист Грузинской ССР (1933)[4].
- Орден «Знак Почёта» (1939)[4].